# Raffaele Monti
Raffaele Monti, född 1818 i Milano, död 1881, var en italiensk skulptör.